# Conexión de Organizaciones para la Vigilancia Regional de Enfermedades
La Conexión de Organizaciones para la Vigilancia Regional de Enfermedades (en inglés: Connecting Organizations for Regional Disease Surveillance, CORDS) es una red regional de vigilancia de enfermedades infecciosas que los países vecinos de todo el mundo están organizando para controlar los brotes transfronterizos en su origen. En 2012, CORDS se registró como una organización internacional legal y sin ánimo de lucro en Lyon, Francia. En 2021, CORDS estaba compuesta por seis redes regionales de miembros, que trabajan en 28 países de África, Asia, Oriente Medio y Europa.

## Historia
La CORDS surgió a partir de las Organizaciones de Coordinación y Cooperación para la Lucha contra las Grandes Endemias (OCCGE) de la década de 1960, que era una red africana, reformada en 1987 para añadir la Comunidad Sanitaria de África Occidental (WAHC) y dar lugar a la Organización Sanitaria de África Occidental (WAHO).
La PPHSN se constituyó en 1996 con el fin de «racionalizar la notificación y respuesta a las enfermedades» de sus miembros. En 1997, la PPHSN creó la PacNet, con el fin de "compartir información oportuna sobre brotes de enfermedades» y «garantizar la adopción de medidas adecuadas en respuesta a las amenazas para la salud pública».
En 2000, la OMS formalizó la Red Mundial de Alerta y Respuesta ante Brotes Epidémicos.
En 2001, se formó la Red Sanitaria de Europa Sudoriental (SEEHN) que agrupaba a los gobiernos de Albania, Bosnia y Herzegovina, Bulgaria, Croacia, Moldavia, Montenegro, Rumanía y la antigua República Yugoslava de Macedonia.
En 2003, Israel, Jordania y la Autoridad Palestina crearon el Consorcio de Vigilancia de Enfermedades Infecciosas de Oriente Medio (MECIDS).
El crecimiento del CORDS puede clasificarse en varias fases superpuestas:
- de 1996 a 2007, el esfuerzo consistió en formar y conectar a las personas para contener las epidemias locales
- de 2003 a 2009, el esfuerzo se dirigió a mejorar los «sistemas de vigilancia transfronterizos y nacionales para hacer frente a las amenazas regionales», incluyendo un enfoque particular de EAIDSNet en las enfermedades zoonóticas
- desde 2006 hasta, al menos, 2017, el objetivo era reforzar «la preparación para las pandemias y otras amenazas a la salud pública de escala regional y mundial».

En 2005, el Reglamento Sanitario Internacional obligó a notificar oficialmente a la OMS ciertos tipos de brotes de enfermedades.
En 2007, la Fundación Rockefeller utilizó fondos de la Iniciativa contra la Amenaza Nuclear (NTI) para convocar en Bellagio «redes regionales de vigilancia de todo el mundo para iniciar un diálogo sobre cómo aprovechar las lecciones aprendidas, las tecnologías emergentes y el apoyo incipiente». En 2009, la Fundación Rockefeller utilizó fondos de la NTI para «crear una comunidad de práctica» denominada CORDS, que en 2012 se concretó en Lyon, Francia, como una organización internacional legal y sin ánimo de lucro. CORDS convocó la 1ª Conferencia Mundial sobre Redes Regionales de Vigilancia de Enfermedades en la Conferencia del Premio príncipe Mahidol en 2013.